# Radziemice (gmina)
Radziemice est une gmina rurale du powiat de Proszowice, Petite-Pologne, dans le sud de la Pologne. Son siège est le village de Radziemice, qui se situe environ 8 km au nord-ouest de Proszowice et 30 km au nord-est de la capitale régionale Cracovie.
La gmina couvre une superficie de 57,85 km2 pour une population de 3 442 habitants.

## Géographie
La gmina inclut les villages de Błogocice, Dodów, Kaczowice, Kąty, Kowary, Lelowice, Łętkowice, Łętkowice-Kolonia, Obrażejowice, Przemęczanki, Przemęczany, Radziemice, Smoniowice, Wierzbica, Wola Gruszowska, Wrocimowice et Zielenice.
La gmina borde les gminy de Koniusza, Miechów, Pałecznica, Proszowice, Racławice et Słomniki.